# 日本型社会民主主义
日本型社会民主主义（日语：／）是一个用来描述与西欧社会民主主义的主流不同的政治立场的术语，主要指的是“日本社会民主主义的主流”。它主要涉及日本社会党（今社会民主党）的倾向和政治立场。到1986年为止，日本社会党是一个旨在通过阶级斗争夺取政权，最终实现革命并建立社会主义政权的社会主义政党。1964年日本社会党通过的党纲中包含了无产阶级专政，并且比1945年成立之初更为左倾。此外，在选举中，该党更依赖于日本劳动组合总评议会（日本左翼工会的全国中心），而不是努力吸引一般选民，因此更加重视院外活动而非在议会内与自由民主党竞争以增加席位。